# 「迷い猫オーバーラン」キャラクターCD
「「迷い猫オーバーラン」キャラクターCD」（まよいねこオーバーラン キャラクターCD）は、2010年6月9日からジェネオン・ユニバーサル・エンターテイメントジャパンより発売されている一連のシングルシリーズである。

## 概要
テレビアニメ『迷い猫オーバーラン!』のキャラクターソングシリーズ。全4タイトル。2010年6月9日から同年6月25日にリリースされている。2枚ずつ同時発売された。キャラクターソング2曲と1曲目のVer.Inst、キャラクターのメッセージを収録している。オープニングテーマ「はっぴぃ にゅう にゃあ」のソロバージョンをカップリング曲として収録。なお、オープニングテーマでは歌唱に参加していなかった乙女もソロバージョンを歌唱した。

## リリース一覧

### 1 芹沢文乃
2010年6月9日発売。歌は芹沢文乃（伊藤かな恵）。
1. ストライプはシマシマ
作詞：くまのきよみ、作曲・編曲：あきづきかおる
2. はっぴぃ にゅう にゃあ（Ver. Fumino Serizawa）
作詞：くまのきよみ、作曲・編曲：髙木隆次
3. ストライプはシマシマ（Ver.Inst）
4. Monologue from Fumino

### 2 梅ノ森千世
2010年6月9日発売。歌は梅ノ森千世（井口裕香）。
1. オ・テ・プリ〜ズ
作詞：くまのきよみ、作曲・編曲：あきづきかおる
2. はっぴぃ にゅう にゃあ（Ver. Chise Umenomori）
作詞：くまのきよみ、作曲・編曲：髙木隆次
3. オ・テ・プリ〜ズ（Ver.Inst）
4. Monologue from Chise

### 3 霧谷希
2010年6月25日発売。歌は霧谷希（竹達彩奈）。
（全作詞：くまのきよみ、作曲・編曲：髙木隆次）
1. スキだからスキ
2. はっぴぃ にゅう にゃあ（Ver. Nozomi Kiriya）
3. スキだからスキ（Ver.Inst）
4. Monologue from Nozomi

### 4 都築乙女
2010年6月25日発売。歌は都築乙女（佐藤聡美）。
（全作詞：くまのきよみ、作曲・編曲：髙木隆次）
1. 乙女ランジュ
2. はっぴぃ にゅう にゃあ（Ver. Otome Tsuduki）
3. 乙女ランジュ（Ver.Inst）
4. Monologue from Otome